# HMIS Baluchistan (J182)
Le HMIS Baluchistan (pennant number J182)  est un dragueur de mines de la Classe Bangor lancé pour la Royal Navy (RN) sous le nom de HMS Greenock, mais transféré à la Royal Indian Navy (RIN) avant sa mise en service et qui a servi pendant la Seconde Guerre mondiale.

## Conception
Le Greenock est commandé dans le cadre du programme de la classe Bangor de 1939-40 le 20 décembre 1940 pour le chantier naval de Blyth Shipbuilding & Drydock Co. Ltd. à Blyth dans le Northumberland en Angleterre. La pose de la quille est effectuée le 28 juillet 1941, le Greenock est lancé le 11 mai 1942 et est transféré à la Royal Indian Navy et mis en service le 28 octobre 1942 sous le nom de Baluchistan.
La classe Bangor doit initialement être un modèle réduit de dragueur de mines de la classe Halcyon au service de la Royal Navy,. La propulsion de ces navires est assurée par 3 types de motorisation: moteur diesel, moteur à vapeur à pistons double ou triple expansion et turbine à vapeur. Cependant, en raison de la difficulté à se procurer des moteurs diesel, la version diesel a été réalisée en petit nombre.
Les dragueurs de mines de classe Bangor version indienne déplacent 667 tonnes en charge normale. Afin de pouvoir loger les chaufferies, ce navire possède des dimensions plus grandes que les premières versions à moteur diesel avec une longueur totale de 53 mètres LHT ou LOA, une largeur de 8,69 mètres et un tirant d'eau de 3,12 mètres. Ce navire est propulsé par 2 turbines à vapeur alimentées par 2 chaudières à tubes d'eau à 3 tambours Admiralty et entraînant deux arbres d'hélices. Les moteurs développent une puissance de 2 000 chevaux-vapeur (1 500 kW) et atteignent une vitesse maximale de 16 nœuds (30 km/h). Le dragueur de mines peut transporter un maximum de 163 tonnes de fioul qui lui donne un rayon d'action de 2 800 milles nautiques (5 200 kilomètres) à 10 nœuds (19 km/h).
Leur manque de taille donne aux navires de cette classe de faibles capacités de manœuvre en mer, qui seraient même pires que celles des corvettes de la classe Flower. Les versions à moteur diesel sont considérées comme ayant de moins bonnes caractéristiques de maniabilité que les variantes à moteur alternatif à faible vitesse. Leur faible tirant d'eau les rend instables et leurs coques courtes ont tendance à enfourner la proue lorsqu'ils sont utilisés en mer de face.
Les navires de la classe Bangor sont également considérés comme exigus pour les membres d'équipage, entassant plus de 60 officiers et matelots dans un navire initialement prévu pour un total de 40 hommes.
Les Bangors équipés de turbine à vapeur sont armés d'un canon anti-aérien de 12 livres 3-inch QF (7,62 cm) et d'un canon AA QF de 2 livres (4 cm). Sur certains navires, le canon de 2 livres est remplacé par un canon AA Oerlikon de 20 mm simple ou double, tandis que la plupart des navires sont équipés de quatre affûts Oerlikon simples supplémentaires au cours de la guerre. Pour les missions d'escortes, leur équipement de dragage de mines peut être échangé contre une quarantaine de grenades sous-marines.

## Histoire

### Seconde Guerre mondiale
Construit initialement pour le compte de la Royal Navy sous le nom de HMS Greenock, il est transféré à la Royal Indian Navy une fois terminé et mis en service le 28 octobre 1942 sous le nom de Baluchistan.
Le Baluchistan fait partie de la Eastern Fleet (flotte de l'Est) et a escorté de nombreux convois entre l'Afrique, l'Inde britannique et l'Australie en 1943-45,.
Le 18 novembre 1942, le Baluchistan réalise au large de Tobermory, avec le destroyer d'escorte HMS Goathland, des exercices de lutte anti-sous-marine sous la conduite du sous-marin HMS H 43.

### Après-guerre
En 1947, la partition des Indes entraîne la scission de la Royal Indian Navy entre l'Inde et le Pakistan. Sur les huit dragueurs de mines de la classe Bangor de la marine d'avant la partition, quatre ont été transférés au Pakistan, le Baluchistan étant l'un des navires qui sont transférés dans la marine pakistanaise en 1948 en tant que PNS Baluchistan (PNS pour "Pakistan Naval Ship").
Il est revendu et mis au rebut le  22 janvier 1959.

### Participation auxconvois
Le Baluchistan a navigué avec les convois suivants au cours de sa carrière:
1. Convoi AB 19
2. Convoi AP 33
3. Convoi AP 41
4. Convoi AP 46
5. Convoi AP 51
6. Convoi AP 56
7. Convoi BM 52
8. Convoi BM 90B
9. Convoi BNF 1
10. Convoi KMS 5G
11. Convoi MB 35

### Commandement
- Lieutenant (Lt.) Donald Andrew McDonald (RIN) du 30 janvier 1942 à février 1943
- A/Commander (A/Cdr.) Alfred Henry Watt (RIN) de février 1943 à mi-1943
- A/Lieutenant Commander (A/Lt.Cdr.) Frederick Andrew Kilburn (RNR) de mi-1943 à mi-1945
- T/Lieutenant (T/Lt.) Nelson Noel Pettitt (RINR) de mi-1945 à ?

Notes:
RNR: Royal Navy Reserve
RIN: Royal Indian Navy
RINR: Royal Indian Naval Reserve